# Cantó de Bordeus-4

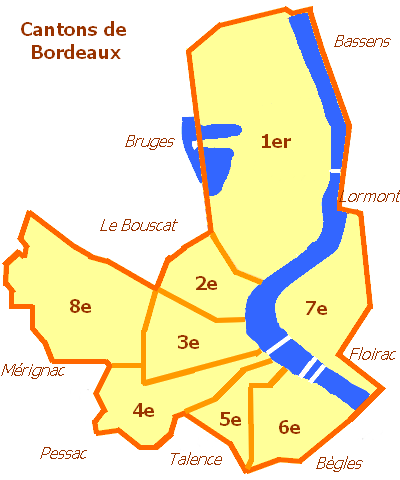
Els 8 cantons de Bordeus

El cantó de Bordeus-4 és un cantó francès del departament de la Gironda, situat al districte de Bordeus. Comprèn la part sud-occidental del municipi de Bordeus (quartiers de St-Augustin - Quintin-Loucheur - Tondu, i St-Bruno - St-Victor - Mériadeck).

## Història
| Data d'elecció                           | Identitat        | Partit | Qualitat |
| ---------------------------------------- | ---------------- | ------ | -------- |
| 1945-1948                                | P.-E. Guillet    | SFIO   |          |
| 1948-1967                                | Jacques Lavigne  | UNR    |          |
| 1967-1979                                | Marcel Thomas    |        |          |
| 1979-1990                                | Jacques Valade   | RPR    |          |
| 1990-2008                                | Stéphane Delaux  | RPR    |          |
| 2008-                                    | Jean-Louis David | UMP    |          |
| les dades anteriors no són pas conegudes |                  |        |          |
|                                          |                  |        |          |

## Demografia
| 1962 | 1968 | 1975 | 1982 | 1990 | 1999 | 2006   |
| ---- | ---- | ---- | ---- | ---- | ---- | ------ |
| -    | -    | -    | -    | -    | -    | 33.535 |